# Landkreis Ueckermünde

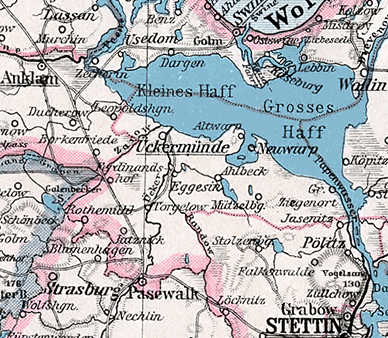
Das Kreisgebiet in den Grenzen von 1905

Der Landkreis Ueckermünde, ursprünglich Kreis Ueckermünde genannt, war ein von 1818 bis 1950 bestehender Landkreis in der preußischen Provinz Pommern und im Land Mecklenburg der SBZ bzw. DDR. Das ehemalige Kreisgebiet liegt heute im Landkreis Vorpommern-Greifswald in Mecklenburg-Vorpommern sowie im  Powiat Policki in der polnischen Woiwodschaft Westpommern.

## Verwaltungsgeschichte

### Preußen
Bei der Kreisreform von 1. Januar 1818 im Regierungsbezirk Stettin wurde ein neuer Kreis Ueckermünde aus Teilen der Kreise Anklam und Randow gebildet: Aus dem Kreis Anklam kamen die Städte Neuwarp und Ueckermünde sowie die Ämter Königsholland, Torgelow und Ueckermünde zum neuen Kreis, und aus dem Kreis Randow die Stadt Pasewalk mitsamt den umliegenden Dörfern. Das Landratsamt des Kreises hatte seinen Amtssitz in Ueckermünde.
Seit dem 1. Juli 1867 gehörte der Kreis zum Norddeutschen Bund und seit dem 1. Januar 1871 zum Deutschen Reich. Der Kreis umfasste 1871 die drei Städte Neuwarp, Pasewalk und Ueckermünde, 61 Landgemeinden und 14 Gutsbezirke.
Zum 30. September 1928 fand im Kreis Ueckermünde wie im übrigen Freistaat Preußen eine Gebietsreform statt, bei der die meisten Gutsbezirke aufgelöst und benachbarten Landgemeinden zugeteilt wurden. Eine neue Kreisverfassung wurde nicht mehr geschaffen; es galt weiterhin die Kreisordnung für die Provinzen Ost- und Westpreußen, Brandenburg, Pommern, Schlesien und Sachsen vom 19. März 1881.
Zum 15. Oktober 1939 wurden 32 Gemeinden und zwei Gutsbezirke aus dem aufgelösten Landkreis Randow in den Landkreis Ueckermünde eingegliedert.

### Sowjetische Besatzungszone / DDR
In der Schlacht um Ostpommern wurde das Kreisgebiet im Frühjahr 1945 von der Roten Armee besetzt. Nach der bedingungslosen Kapitulation der Wehrmacht kam sein westlicher Teil zum Land Mecklenburg in der Sowjetischen Besatzungszone. Der östliche Teil des Kreisgebietes wurde 1945 der Volksrepublik Polen zur Verwaltung unterstellt. Dies betraf vom Altkreis Ueckermünde die Stadt Neuwarp sowie die Gemeinden Althagen, Hammer, Amt Jasenitz, Karpin, Königsfelde, Mützelburg, Wahrlang, Wilhelmsdorf und Ziegenort. Von den Gemeinden des Altkreises Randow, die seit 1939 zum Kreis Ueckermünde gehörten, kamen Armenheide, Boblin, Böck, Daber, Falkenwalde, Günnitz, Hagen, Jasenitz, Köstin, Laack, Nassenheide, Neuenkirchen, Stolzenburg, Trestin und Wamlitz unter polnische Verwaltung. Die Gemeinden Bismark, Blankensee, Boock, Gorkow, Grambow, Lienken, Löcknitz, Mewegen, Pampow, Plöwen, Ramin, Retzin, Rothenklempenow, Schwennenz und Sonnenberg wechselten im Verlauf des Jahres 1945 in den auf deutscher Seite wiedererrichteten Landkreis Randow.
Im Rahmen der ersten DDR-Kreisreform wurde am 1. Juli 1950 aus dem verbliebenen Landkreis Ueckermünde und Teilen des erneut aufgelösten Landkreises Randow der Landkreis Pasewalk gebildet. Dieser wurde im Rahmen der Verwaltungsreform vom 25. Juli 1952 in die Kreise Ueckermünde und Pasewalk geteilt. Beide Kreise wurden dem neugebildeten Bezirk Neubrandenburg zugeschlagen.
Seit 1990 gehört das Kreisgebiet von 1950 wieder zum neukonstituierten Land Mecklenburg-Vorpommern. Mit der kommunalen Neuordnung zum 12. Juni 1994 ging es im neuen Landkreis Uecker-Randow auf, der wiederum am 4. September 2011 im neuen Landkreis Vorpommern-Greifswald aufging.

## Einwohnerentwicklung
| Jahr | Einwohner | Quelle |
| ---- | --------- | ------ |
| 1846 | 38.584    | [ 9 ]  |
| 1871 | 42.534    | [ 3 ]  |
| 1890 | 50.793    | [ 5 ]  |
| 1900 | 53.767    | [ 5 ]  |
| 1910 | 56.528    | [ 5 ]  |
| 1925 | 59.609 1  | [ 5 ]  |
| 1933 | 59.422    | [ 5 ]  |
| 1939 | 60.695    | [ 5 ]  |
| 1946 | 72.986    | [ 10 ] |

## Politik

### Landräte
- 1818–?: August Krafft
- 1851–1863: Ferdinand Julius Balcke
- 1863–nach 1887: Oswald von Rittberg (1832–1908)
- 1893–1907: Robert Hagedorn († 1907)
- 1907–1918: Ulrich von Heyden (1873–1963)
- 1921–1928: Storch
- 1928–1929: Wilhelm Köhne (* 1883)
- 1929–1933: Artur Breitfeld (1899–1967)
- 1933–1938: Horst Schlenzig
- 1938–1940: Erich Daniel
- 1940–1945: Gerhard Becker

### Kommunalverfassung
Der Landkreis Ueckermünde gliederte sich in Städte, in Landgemeinden und – bis zu deren Auflösung im Jahre 1928 – in Gutsbezirke. Mit Einführung des preußischen Gemeindeverfassungsgesetzes vom 15. Dezember 1933 gab es ab dem 1. Januar 1934 eine einheitliche Kommunalverfassung für alle preußischen Gemeinden. Mit Einführung der Deutschen Gemeindeordnung vom 30. Januar 1935 trat zum 1. April 1935 im Deutschen Reich eine einheitliche Kommunalverfassung in Kraft, wonach die bisherigen Landgemeinden nun als Gemeinden bezeichnet wurden. Diese waren in Amtsbezirken zusammengefasst.

### Wappen
| Wappen des Landkreises Ueckermünde | Blasonierung: „Halb geteilt und gespalten; vorn: oben in Blau auf einem nicht durchgehenden silbernen Wellenfaden ein herfahrendes silbernes Segelboot, begleitet beiderseits der Mastspitze von einer herfliegenden silbernen Möwe, unten von einem rot bewehrten silbernen Fisch; unten in Silber schräg gekreuzt ein schwarzer Schlägel und ein schwarzes Eisen; hinten in Silber ein aufgerichteter, golden bewehrter roter Greif mit untergeschlagenem Schweif.“ |
| Wappen des Landkreises Ueckermünde | Wappenbegründung: In dem Wappen sollen das Segelboot, die Möwen und der Fisch den Alt-Landkreis als eine Region am Stettiner Haff mit Tourismuscharakter und Fischfang symbolisieren. Mit Schlägel und Eisen wird die im Territorium seit Mitte des 18. Jh. ansässige Eisenindustrie dokumentiert. Der Greif verdeutlicht die Zugehörigkeit des Kreisgebietes zum Landesteil Vorpommern. Das Wappen wurde von dem Wismarer Roland Bornschein gestaltet. Es wurde am 8. Dezember 1992 durch das Ministerium des Innern genehmigt und unter der Nr. 39 der Wappenrolle des Landes Mecklenburg-Vorpommern registriert. |

## Städte und Gemeinden

### Stand 1939
Vor seiner Erweiterung im Jahr 1939 umfasste der Kreis Ueckermünde drei Städte, 50 Landgemeinden und zwei gemeindefreie Gutsbezirke:
| - Ahlbeck - Althagen - Altwarp - Aschersleben - Bellin - Belling - Blumenthal - Dargitz - Eggesin - Eichhof - Ferdinandshof - Friedrichshagen - Gegensee - Grambin | - Gumnitz Holländerei - Haffanteil Ueckermünde, Gutsbezirk - Hammer, Amt Jasenitz - Hammer, Amt Ueckermünde - Heinrichsruh - Heinrichswalde - Hintersee - Hoppenwalde - Jatznick - Karpin - Koblentz - Königsfelde - Krugsdorf - Liepe | - Liepgarten - Luckow - Meiersberg-Schlabrendorf - Mönkebude - Müggenburg - Mützelburg - Mützelburger Heide, Gutsbezirk - Neuenkruger Revier - Neuwarp, Stadt - Pasewalk, Stadt - Rieth - Rothemühl - Rothenburg - Sandförde | - Schönwalde - Sprengersfelde - Stolzenburg - Torgelow - Torgelow-Holländerei - Ueckermünde, Stadt - Viereck - Vogelsang - Wahrlang - Waldeshöhe - Wilhelmsburg - Wilhelmsdorf - Ziegenort |

Am 15. Oktober 1939 wurden 32 Gemeinden und zwei Gutsbezirke des aufgelösten Kreises Randow in den Landkreis Ueckermuende eingegliedert:
| - Armenheide - Bismark - Blankensee - Boblin - Böck - Boock - Daber - Dorotheenwalde - Falkenwalde | - Falkenwalde, Forstgutsbezirk - Glashütte - Gorkow - Grambow - Günnitz - Hagen - Jasenitz - Köstin - Laack | - Linken - Löcknitz - Mewegen - Nassenheide - Neuenkirchen - Pampow - Plöwen - Ramin - Retzin | - Rothenklempenow - Schwennenz - Sonnenberg - Stolzenburg - Stolzenburg, Forstgutsbezirk - Trestin - Wamlitz |

### Vor 1939 aufgelöste Gemeinden
- Neuendorf, ca. 1929 zu Ueckermünde
- Sandkrug, ca. 1929 zu Schönwalde
- Vorsee, ca. 1929 zu Ahlbeck
- Warsin, ca. 1929 zu Vogelsang

### Namensänderungen
Die Gemeinde Hammelstall wurde 1929 in Waldeshöhe umbenannt.

## Amtsbezirke
Die Landgemeinden des Kreises Ueckermünde waren 1932 in 19 Amtsbezirke gegliedert:
| - Amtsbezirk Altwarp - Amtsbezirk Belling - Amtsbezirk Eggesin - Amtsbezirk Ferdinandshof - Amtsbezirk Haff - Amtsbezirk Hammer, Amt Ueckermünde - Amtsbezirk Jatznick - Amtsbezirk Koblentz - Amtsbezirk Liepgarten - Amtsbezirk Luckow | - Amtsbezirk Mönkebude - Amtsbezirk Neuenkrug - Amtsbezirk Rieth - Amtsbezirk Rothemühl - Amtsbezirk Schlabrendorf - Amtsbezirk Seegrund - Amtsbezirk Torgelow - Amtsbezirk Wahrlang - Amtsbezirk Ziegenort |

Die drei Städte des Kreises waren amtsfrei.